# 7125 Eitarodate
7125 Eitarodate este un asteroid din centura principală de asteroizi.

## Descriere
7125 Eitarodate este un asteroid din centura principală de asteroizi. A fost descoperit pe 7 februarie 1991 la Geisei de Tsutomu Seki. El prezintă o orbită caracterizată de o semiaxă mare de 2,41 ua, o excentricitate de 0,12 și o înclinație de 2,3° în raport cu ecliptica.